# Tracey Shelton
Tracey Shelton es una periodista australiana del sitio de noticias GlobalPost. En 2012, sus fotografías de un tanque sirio atacando a los rebeldes en Aleppo obtuvieron gran repercusión en los medios sociales y de noticias. Shelton también cubrió la guerra civil libia y obtuvo imágenes de la muerte de Muamar el Gadafi.

## Educación
En 2012, Shelton obtuvo una maestría en el Programa Internacional de Fotoperiodismo Multimedia de la Universidad de Bolton, con sede en China.

## Carrera
Shelton comenzó su carrera en 2005 en Camboya, primero como freelance y luego para el The Phnom Penh Post, el Post Khmer y la revista Seven Days. Estaba asignada en Irak cuando se trasladó a Libia para cubrir la guerra civil. Estaba atada y golpeada en su habitación de un hotel en Bengasi durante un secuestro e intento de robo, de la que escapó saltando a otro balcón. She later obtained video of the death of Muammar Gaddafi.
En septiembre de 2012, Shelton se encontraba entrevistando a los combatientes rebeldes cerca del fentre en Aleppo. Poco después de que alertaran que un tanque sirio se encontraba cerca, Shelton fotografió un proyectil impactando y explotando cerca, matando a tres de los cuatro rebeldes que se encontraban en el puesto. Las imágenes y el relato de Shelton se redistribuyeron ampliamente por los sitios tradicionales de noticias, así como medios de comunicación social. En su relato de los hechos, Shelton dijo: «Estábamos cubiertos de polvo y suciedad; comenzó realmente a bajar. Por lo que corrí hacia atrás un poco, y nos paramos detrás de esa nube y esperamos a esos muchachos, que aparecieran corriendo a través de esa nube... pero no vino nadie».